# Lista de presidentes de Madagáscar
O presidente é o chefe de estado de Madagáscar. É eleito pelo povo para um mandato de 5 anos, que pode ser renovado duas vezes. O primeiro-ministro e o Conselho de Ministros conduzem o dia-a-dia do governo. 
Esta é a lista dos presidentes de Madagáscar desde 1959.

## Presidentes de Madagáscar
| №                                                       | Retrato                    | Nome (Nac.-Morte)                                                                    | Mandato                                       | Mandato                                       | Tempo de Mandato           | Partido                    | Eleição                    |
| República Malgaxe (França)                              | República Malgaxe (França) | República Malgaxe (França)                                                           | República Malgaxe (França)                    | República Malgaxe (França)                    | República Malgaxe (França) | República Malgaxe (França) | República Malgaxe (França) |
| ------------------------------------------------------- | -------------------------- | ------------------------------------------------------------------------------------ | --------------------------------------------- | --------------------------------------------- | -------------------------- | -------------------------- | -------------------------- |
| 1                                                       |                            | Philibert Tsiranana (1912-1978)                                                      | 1 de maio de 1959                             | 26 de junho de 1960                           | 1 anos, 56 dias            | PSD                        | —                          |
| República Malgaxe (Primeira República)                  |                            |                                                                                      |                                               |                                               |                            |                            |                            |
| 1                                                       |                            | Philibert Tsiranana (1912-1978)                                                      | 26 de junho de 1960                           | 11 de outubro de 1972 (Renunciou)             | 12 anos, 107 dias          | PSD                        | 1965 1972                  |
| 2                                                       |                            | Gabriel Ramanantsoa (Chefe de Estado) (1906-1979)                                    | 11 de outubro de 1972                         | 5 de fevereiro de 1975 (Renunciou)            | 2 anos, 117 dias           | Nenhum (Militar)           | —                          |
| -                                                       |                            | Richard Ratsimandrava (Chefe de Estado) (1931-1975)                                  | 5 de fevereiro de 1975                        | 11 de fevereiro de 1975 (Assassinado)         | 6 dias                     | Nenhum (Militar)           | —                          |
| -                                                       |                            | Gilles Andriamahazo (Presidente do Comitê Nacional de Liderança Militar) (1919-1989) | 12 de fevereiro de 1975                       | 15 de junho de 1975                           | 123 dias                   | Nenhum (Militar)           | —                          |
| -                                                       |                            | Didier Ratsiraka (Presidente do Conselho Revolucionário Supremo) (1936-2021)         | 12 de junho de 1975                           | 30 de dezembro de 1975                        | 198 dias                   | Nenhum (Militar)           | —                          |
| República Democrática de Madagáscar (Segunda República) |                            |                                                                                      |                                               |                                               |                            |                            |                            |
| 3                                                       |                            | Didier Ratsiraka (Presidente do Supremo Conselho Revolucionário) (1936-2021)         | 30 de dezembro de 1975                        | 12 de janeiro de 1992                         | 16 anos, 13 dias           | AREMA                      | —                          |
| República de Madagascar (Terceira República)            |                            |                                                                                      |                                               |                                               |                            |                            |                            |
| 3                                                       |                            | Didier Ratsiraka (1936-2021)                                                         | 12 de janeiro de 1992                         | 27 de março de 1993                           | 1 ano, 74 dias             | AREMA                      | —                          |
| 4                                                       |                            | Albert Zafy (1927-2017)                                                              | 27 de março de 1993                           | 5 de setembro de 1996 (Renunciou)             | 3 anos, 162 dias           | UNDD                       | 1992-93                    |
| -                                                       |                            | Norbert Ratsirahonana (Interino) (n.1938)                                            | 5 de setembro de 1996                         | 9 de fevereiro de 1997                        | 157 dias                   | AVI                        | —                          |
| (3)                                                     |                            | Didier Ratsiraka (1936-2021)                                                         | 9 de fevereiro de 1997                        | 15 de julho de 2002 (25 de fevereiro de 2002) | 6 anos, 265 dias           | AREMA                      | 1996                       |
| 5                                                       |                            | Marc Ravalomanana (n.1951)                                                           | 15 de julho de 2002 (22 de fevereiro de 2002) | 17 de março de 2009 (Deposto)                 | 6 anos, 155 dias           | TIM                        | 2002                       |
| -                                                       |                            | Hyppolite Ramaroson (Chefe de Direção Militar) (n.1951)                              | 17 de março de 2009 (Deposto)                 | 17 de março de 2009 (Deposto)                 | 6 horas                    | Nenhum (Militar)           | —                          |
| Alta Autoridade Transitória                             |                            |                                                                                      |                                               |                                               |                            |                            |                            |
| -                                                       |                            | Andry Rajoelina (n.1974)                                                             | 17 de março de 2009                           | 25 de janeiro de 2014                         | 4 anos, 314 dias           | TGV                        | —                          |
| República de Madagascar (Quarta República)              |                            |                                                                                      |                                               |                                               |                            |                            |                            |
| 6                                                       |                            | Hery Rajaonarimampianina (n.1958)                                                    | 25 de janeiro de 2014                         | 7 de setembro de 2018                         | 4 anos, 225 dias           | HVM                        | 2013                       |
| -                                                       |                            | Rivo Rakotovao (Presidente Interino) (n.1960)                                        | 7 de setembro de 2018                         | 19 de janeiro de 2019                         | 134 dias                   | HVM                        | —                          |
| 7                                                       |                            | Andry Rajoelina (n.1974)                                                             | 19 de janeiro de 2019                         | 15 de setembro de 2023                        | 4 anos e 233 dias          | TGV                        | 2018                       |
| -                                                       |                            | Conselho de Ministros (Presidente Interino) (n.1960)                                 | 9 de setembro de 2023                         | 27 de outubro de 2023                         | 48 dias                    | —                          | —                          |
| -                                                       |                            | Richard Ravalomanana (Presidente Interino) (n.1959)                                  | 27 de outubro de 2023                         | 16 de dezembro de 2023                        | 50 dias                    | —                          | —                          |
| (7)                                                     |                            | Andry Rajoelina (n.1974)                                                             | 16 de dezembro de 2023                        | Presente                                      | 1 ano e 94 dias            | TGV                        | 2023                       |